# Italiaans-Somalilandse lire
De Italiaans-Somalilandse lire was de munteenheid van Italiaans-Somaliland tussen 1925 en 1938. Hij verving de Italiaans-Somalilandse roepie met een koers van 8 lira = 1 roepie. Er werden alleen munten uitgegeven, die naast Italiaanse munten en bankbiljetten circuleerden. Vanaf 1938 begonnen bankbiljetten van de Italiaans-Oost-Afrikaanse lire in omloop te komen. Voor deze munteenheid is geen papiergeld uitgegeven.

## Munten
In 1925 werden zilveren munten met een waarde van 5 en 10 lira uitgegeven. Deze geïntroduceerde munten waren iets groter van formaat vergeleken met de munten van 5 en 10 lire die het jaar daarop in het Koninkrijk Italië werden geïntroduceerd.